# Футуризм
Футури́зм (лат. futurum «будущее») — течение авангардного искусства 1910-х — начала 1920-х годов, прежде всего в поэзии и живописи Италии и России. В «Манифесте футуризма», опубликованном в 1909 году итальянским поэтом Филиппо Маринетти, подчёркивалось стремление поэтов и живописцев «отразить в своих картинах ускорение темпа жизни и индустриализацию среды как приметы новой эры». Отсюда название течения.
Футуристы «с презрением отвергали прошлое, традиционную культуру во всех её проявлениях и воспевали будущее — наступающую эпоху индустриализма, техники, высоких скоростей и темпов жизни».

## Возникновение
Автор термина и основоположник направления — итальянский поэт Филиппо Маринетти. Само название подразумевает культ будущего и дискриминацию прошлого вместе с настоящим. 20 февраля 1909 года в газете «Фигаро» Маринетти опубликовал «Манифест футуризма». Он был написан для молодых итальянских художников. Маринетти писал: «Самые старые среди нас — тридцатилетние, за 10 лет мы должны выполнить свою задачу, пока не придёт новое поколение и не выбросит нас в корзину для мусора…» В манифесте Маринетти провозглашается «телеграфный стиль».
Для футуризма в литературе характерны отказ от традиционной грамматики, право поэта на свою орфографию, словотворчество, скорость, ритм. Живописцы посвящали свои картины поезду, автомобилю, самолётам (см. аэроживопись) — всем сиюминутным достижениям цивилизации, упоённой техническим прогрессом. Мотоцикл был объявлен более совершенным творением, нежели скульптуры Микеланджело. Маринетти говорил: «Жар, исходящий от куска дерева или железа, нас волнует больше, чем улыбка и слёзы женщины», «Новое искусство может быть только насилием, жестокостью».
Футуристы провозгласили пафос разрушения и взрыва. Воспевали войны и революции как омолаживающие силы одряхлевшего мира. Футуризм можно рассматривать и как своеобразный сплав ницшеанства и «Манифеста Коммунистической партии». Динамика движения должна, по их замыслу, прийти на смену статике позирующих скульптур, картин и портретов. Фотоаппарат и кинокамера заменят несовершенство живописи и человеческого глаза.

## Футуризм в изобразительном искусстве
Основоположниками футуризма в живописи и, отчасти в скульптуре, были итальянские художники Джакомо Балла, Умберто Боччони, Луиджи Руссоло, Карло Карра, Джино Северини.
Франческо Филиппини является ключевой фигурой в формировании раннего живописного стиля Умберто Боччони. Его трактовка сельского пейзажа Ломбардии — с чёткой горизонтальной композицией, изображением женской фигуры в сельской обстановке и использованием атмосферного света — стала для Боччони важнейшей моделью на этапе становления. В период между 1903 и 1908 годами, до своего присоединения к футуризму, Боччони формирует фигуративное видение, во многом обязанное натурализму постскапильятурной традиции, одним из ярчайших представителей которой был Филиппини. Как отмечал Энрико Крисполти, сельский пейзаж Филиппини стал «неявной моделью» раннего периода творчества Боччони. Эта преемственность между ломбардским натурализмом конца XIX века и ранними визуальными поисками Боччони подчёркивает историко-художественную значимость Филиппини как фигуративного предшественника футуризма.
В 1912 году в Париже состоялась первая выставка художников-футуристов. Живопись футуризма складывалась под влиянием французского фовизма в отношении дерзости цветовых сочетаний и кубизма, у которого футуристы переняли принцип разложения формы на составляющие элементы. Но, в отличие от предыдущих течений французского постимпрессионизма, итальянские футуристы стремились использовать аналитический метод для создания новых форм, целостно выражающих динамику, экспрессию.
Главные художественные принципы — скорость, движение, энергия, которые футуристы пытались передать достаточно простыми приёмами. Для их живописи характерны «энергические композиции», в которых фигуры раздроблены на фрагменты и пересекаются под острыми углами, где преобладают мелькающие формы, зигзаги, спирали, а скорость передаётся путём простого наложения последовательных фаз движения — так называемый «принцип симультанности».

## Русский футуризм
В России первыми футуристами стали художники братья Бурлюки. Давид Бурлюк — основатель группы футуристов «Гилея». Ему удаётся сплотить вокруг себя несколько ярких представителей футуристического направления, таких как Маяковский, Хлебников, Кручёных, Бенедикт Лившиц, Елена Гуро. В 1912 году был опубликован их первый манифест «Пощёчина общественному вкусу», в котором прозвучал призыв: «Бросить Пушкина, Достоевского, Толстого и проч. с парохода современности».
В дальнейшем из русского футуризма стали появляться иные литературные направления и школы: имажинизм Есенина и Мариенгофа, конструктивизм Сельвинского, Луговского, эго-футуризм Северянина, будетлянство Хлебникова, ОБЭРИУ Хармса, Введенского, Заболоцкого, Олейникова и, наконец, «ничевоки». К неофутуристам критики также причисляют метаметафористов А. Парщикова и К. Кедрова, а также Г. Айги, В. Соснору, А. Горнона, С. Бирюкова, Е. Кацюбу, А. Альчук, Н. Искренко. В изобразительном искусстве следует отметить кубофутуризм — направление, в котором в разное время работали такие художники, как К. Малевич, Д. Бурлюк, Н. Гончарова, О. Розанова, Л. Попова, Н. Удальцова, А. Экстер, А. Богомазов и другие.

## Футуризм в архитектуре
В архитектуре основоположником футуризма считается Антонио Сант’Элиа. В 1912 году он организовал проектное бюро в Милане и, вдохновленный высотной архитектурой американских небоскрёбов (о которой он знал только из журналов), начал серию знаменитых проектных рисунков «Новый город» (Città Nuova), в которых отразил собственные представления о новом техническом веке. Большая часть этих рисунков была представлена на первой и единственной выставке группы «Новые тенденции» (Nuove Tendenze). Выставка проходила в мае-июне 1914 года в Милане. Знаменитый «Манифест футуристической архитектуры» (Manifesto dell’architettura futurista) был опубликован Сант’Элиа в августе 1914 года. Описанная в манифесте архитектура, которая представлена в рисунках архитектора, исполнена футуристической экспрессии. Автор представлял себе современный город в виде сложной системы гигантских ступенчатых многоуровневых зданий, террас и туннелей, связанных между собой пешеходными переходами, галереями и мостами, а также футуристических заводов и электростанций.

## Неофутуризм
Неофутуризм — постмодернистское движение в искусстве, дизайне и архитектуре конца XX — начала XXI века, связанный с идеалистической верой в лучшее будущее, в гармонию человека, природы и высоких технологий. Направление появилось и развивалось, начиная с ранних 60-х — конца 70-х годов, благодаря идейному лидеру Холу Фостеру; американскому архитектору Бакминстеру Фуллеру; финно-американскому архитектору и промышленному дизайнеру Ээро Сааринену; английской архитектурной группе «Аркигрэм», датскому архитектору Хенингу Ларсену; чешскому архитектору Яну Каплицкому; шведскому художнику Симону Сталенхагу, итальянскому световому скульптору Марко Ладоле; американскому концептуальному художнику Сиду Мид, американскому театральному сценаристу Грегу Аллену и русскому поэту Андрею Вознесенскому.
Неофутуризм возобновил своё существование в 2007 году после публикации «Манифеста Неофутуристического Города», написанного дизайнером Вито Ди Бари (бывшим исполнительным директором ЮНЕСКО) для того, чтобы обрисовать футуристическое видение города Милана во время Всемирной выставки в Милане 2015 года.

## Музей
В 2006 году в Санкт-Петербурге открылся Музей петербургского авангарда, в доме на улице Профессора Попова, где жил выдающийся деятель русского авангарда, живописец, скрипач и композитор Михаил Матюшин.